# Pueblo baraine
El pueblo baraine es un complejo étnico de Chad. También son conocidos con los etnónimos dagne, guilia, jalkia, jelkin, komi y sakaya. Sus comunidades se asientan en una región montañosa en el centro de Chad, Guéra. Son principalmente agricultores que viven en unas 30 pequeñas aldeas en un área remota del distrito de Melfi, al sur de Bitkine.

## Idioma
Hablan barein, una lengua afroasiática, de la familia chadiana. A su vez, cuentan con varios dialectos del barein como son el dagne, guilia, jalkia, jelkin, komi,  y sakaya.

## Demografía
El pueblo baraine está integrado por cerca de 13.000 personas. Los miembros de esta cultura se asientan en la región de Guéra, en el departamento de Bahr Signaka, dentro de la subprefectura de Melfi, oeste (Jalkia), sur, suroeste (Komi) y este (Sakaya) de Melfi. Su gente se hace llamar jalkia, guilia o dakne según las diferentes regiones dialectales.
Sus viviendas tradicionales son redondas y están construidas con ladrillos de barro secados al sol. El techo es vegetal y se cambia cada año. Sus vecinos son los barma al oeste, los sokoro al noroeste, los saba al noreste y los boua al sureste y al sur.
La tasa de alfabetización promedio de la región de Guéra es del 6,9%. En el cantón de Melfi la tasa de alfabetización es probablemente más baja, 1-2%, ya que hay pocas escuelas en toda el área, ninguna de las cuales ofrece educación primaria completa. Los niños que desean estudiar deben dirigirse a las zonas urbanas de Melfi o Bitkine. El acceso a la escolarización en este caso sólo es posible si tienen familiares viviendo allí. Tampoco hay clínica ni suministro médico en toda la zona. El éxodo rural a los centros más grandes como Bitkine, Mongo o Yamena aumentó debido a las duras condiciones de vida.

## Economía

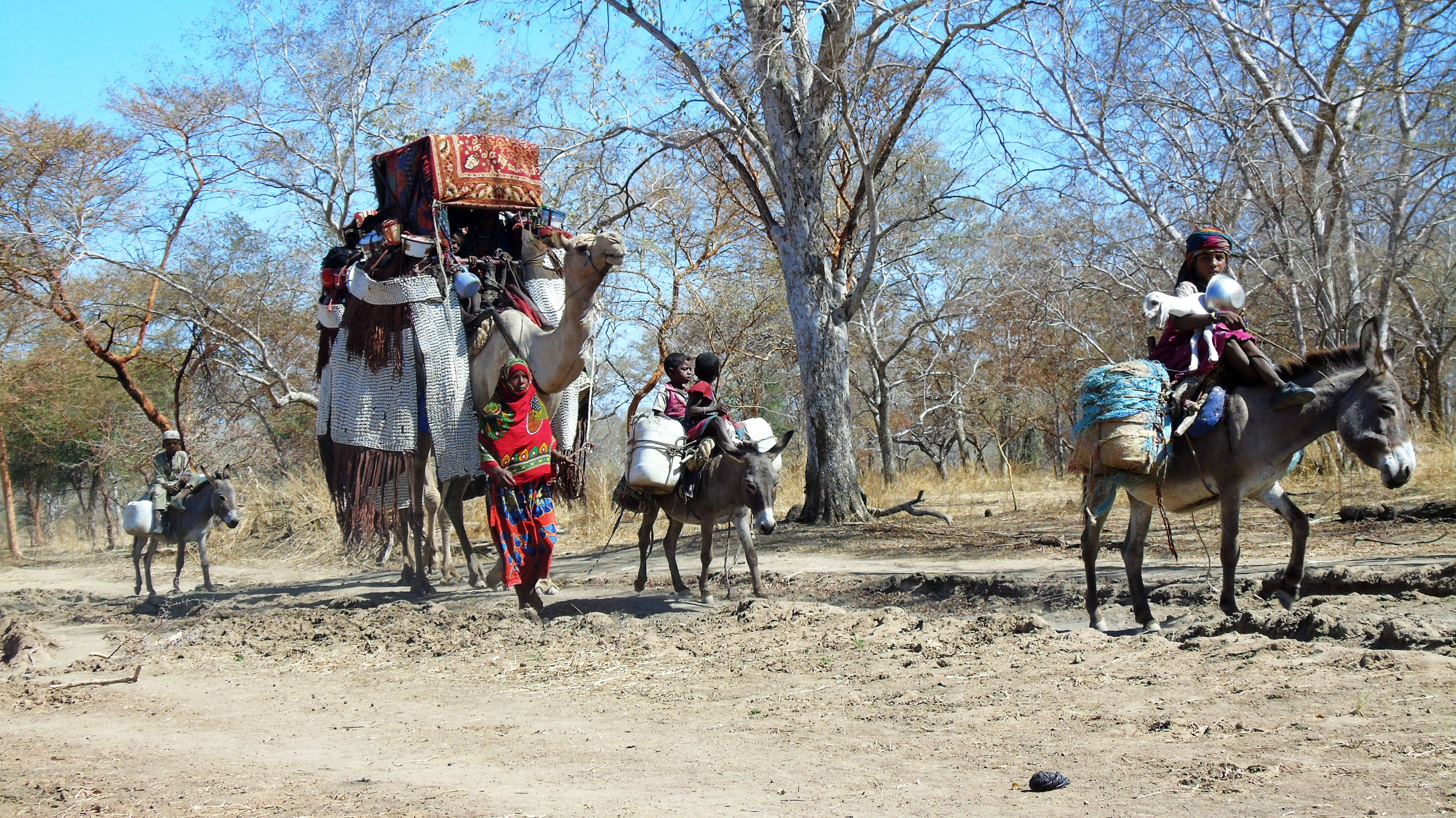
Caravana de comerciantes árabes chadianos

La economía es de base agrícola. Cultivan principalmente mijo, frijoles y maní. La temporada de lluvia se da entre julio y octubre. Antes deben labrar una tierra dura y roja con azadas de metal. Durante la estación seca (noviembre a junio), suelen tener escasez de agua pues existen pocos pozos en la zona. Las mujeres de las aldeas son las encargadas de  caminar, a veces hasta más de 4 kilómetros, para llegar a una fuente.
El pueblo barein suele comerciar sus productos con los comerciantes nómades árabes. Intercambian mijo por carne y productos lácteos.

## Religión
La religión tradicional de los baraine consiste en el culto, rituales y  ofrendas a los espíritus margai o margay. Estas entidades espirituales están relacionadas con la naturaleza, intermedian con el dios supremo y a ellas atribuyen beneficios o castigos.  Los espíritus de las montañas son los más poderosos y temidos. Los centros religiosos están en Djili (al pie del monte Jeddo) y Balili. Sin embargo, la mayoría de los miembros del pueblo baraine se convirtieron al Islam, aunque mantienen sus prácticas religiosas tradicionales.